# Congo (Film)
Congo (Langtitel: Congo – Wo der Mensch zur bedrohten Art wird) ist ein Film des Regisseurs Frank Marshall basierend auf dem gleichnamigen Roman Congo von Michael Crichton. Der Film entstand 1995 mit Laura Linney und Dylan Walsh in den Hauptrollen. Der Film startete am 17. August 1995 in den deutschen Kinos.

## Handlung
Dr. Peter Elliot hat es nach langer Forschungszeit geschafft, über eine Art Gebärdensprache und ein computergestütztes Auswertungsverfahren der Gorilladame Amy das Sprechen beizubringen. Doch das Tier leidet an Stresssymptomen, die sich auch durch Beschäftigungstherapie (spielen, malen) nicht lindern lassen. So beschließen Peter und sein Assistent Richard, den Affen wieder in seine Heimat, den Kongo, zu bringen.
Die Kosten für den Transport werden sogleich von dem dubiosen Geschäftsmann Herkermer Homolka und der Kommunikationswissenschaftlerin Dr. Karen Ross bereitwillig übernommen.
Während der Reise zeigen sich die wirklichen Beweggründe für diese Großzügigkeit: Herkermer hat auf einem von Amys Bildern ein Symbol wiedererkannt, das er mit einer legendären Diamantenmine König Salomos in Verbindung bringt. Karen hat ähnliche Beweggründe, sie sucht jedoch zudem nach vermissten Kollegen, die bereits früher in diese Region aufgebrochen waren.
Angeführt von Captain Munro finden sie im kongolesischen Dschungel die Diamanten-Mine, in der verlorenen Stadt Zinj.
Die Frage, warum die Minen irgendwann verlassen wurden, ist schnell geklärt: Die Erbauer haben zu ihrer Verteidigung eine besonders intelligente und aggressive Gorillarasse gezüchtet. So aggressiv, dass die Tiere im Laufe der Zeit das Volk, das sie beschützen sollten, vertrieben haben.
Es folgt ein spektakulärer Kampf zwischen Menschen und Gorillas, den erstgenannte dank eines im letzten Moment ausbrechenden Vulkans knapp für sich entscheiden können. Letztendlich findet Amy Anschluss an eine andere Gruppe Gorillas, und ein kleiner Trupp Überlebender tritt den Heimweg an.

## Auszeichnungen (Auswahl)
- Der Film war 1996 in sieben Kategorien für die Goldene Himbeere nominiert, u. a. als Schlechtester Film.
- Komponist Jerry Goldsmith wurde im gleichen Jahr mit dem BMI Film Music Award ausgezeichnet.